# Daniela Terol Méndez
Daniela Terol Méndez   (Barcelona, 26 d'octubre de 2008) és una patinadora de monopatí catalana que va competir als Jocs Olímpics d'Estiu de 2024 en la modalitat de carrer, convertint-se en la primera esportista en la història de la Federació Catalana de Patinatge a participar en uns Jocs Olímpics.
Terol va començar a patinar quan tenia sis anys i actualment entrena al Centre d'Alt Rendiment de Sant Cugat del Vallès.